# 坂口瑛美
坂口 瑛美（さかぐち えみ、1994年6月26日 - ）は、日本の女優である。株式会社UNBLINK所属。

## 略歴
鹿児島県で生まれる。
広島でモデルを開始、2016年11月事務所ミシェルエンターテインメントに所属し上京。
2019年11月UNBLINKに移籍し女優業を開始。

## 人物
鹿児島県出身。
特技は陸上、器械体操、水泳 でトレーナーの経験がある。
中学生の時に走り高跳びジュニアオリンピック出場、高校生では棒高跳び九州4位。
2020年、明治プロビオヨーグルトLG21のCMに片桐仁の相手役として出演。
かつてミシェルエンターテイメントに所属していた。

## 出演

### テレビドラマ
- 孤独のグルメ Season8 第1話    （2019年10月5日、テレビ東京） - 客 役
- 僕はまだ君を愛さないことができる（2019年12月9日、フジテレビ）
- 都立水商! 〜令和〜（2019年5月、MBS）

### CM
- Edition×apple
- BookLive
- 地方競馬
- サントリーオールフリーコラーゲンリッチ
- HONDA N-VAN・Nシリーズ
- KDDIまとめてオフィス
- UberEats
- テンプスタッフ
- クレディセゾン/Apple Pay POLA
- 東京建物 WEB
- かるびー/ジャガビー
- DHCパウダリーファンデーション
- NTT西日本
- ファンタ
- クイックペイ
- モスフード
- 日本郵政「仲間たちが教えてくれたこと」
- au「意識高過ぎ！高杉くん」クイズ編
- 朝日生命
- 808FACTORY「808のいいこと・連動」編